# Гравина ин Пулия
Гравѝна ин Пу̀лия (на италиански: Gravina in Puglia, на местен диалект Gravìne, Гравине) е град и община в Южна Италия, провинция Бари, регион Пулия. Разположен е на 385 m надморска височина. Населението на общината е 44 185 души (към 2010 г.).